# Tübinger Bücherfest
Koordinaten: 48° 31′ 10″ N, 9° 3′ 12″ O
Das Tübinger Bücherfest ist ein Literaturfestival, das seit 1998 in der Altstadt Tübingens von einer privaten Initiative veranstaltet wird, es findet im Intervall von zwei Jahren im Frühjahr statt. Neben klassischen Autorenlesungen gehören literarische Stadtführungen, Konzerte, Ausstellungen sowie Poetry Slam, Theatergastspiele und Kleinkunst zum Programm. Sowohl national wie international bekannten Autoren und auch der regionalen baden-württembergischen Literaturszene wird ein Podium geboten. Die durchschnittliche Besucherzahl betrug in den letzten Jahren etwa 11.000–13.000.

## Gründung und Konzeption

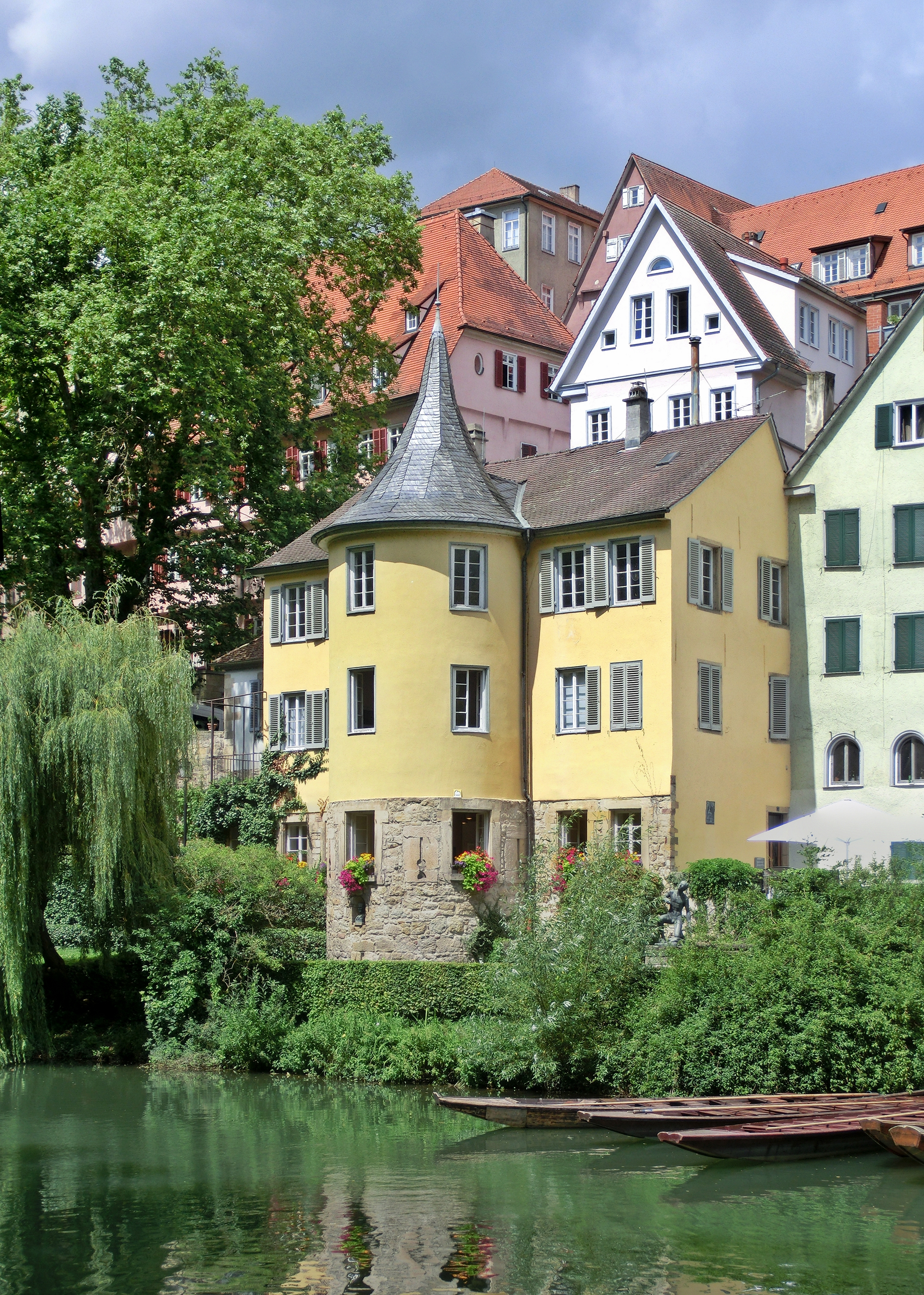
Hölderlinturm mit Stocherkähnen (2016)

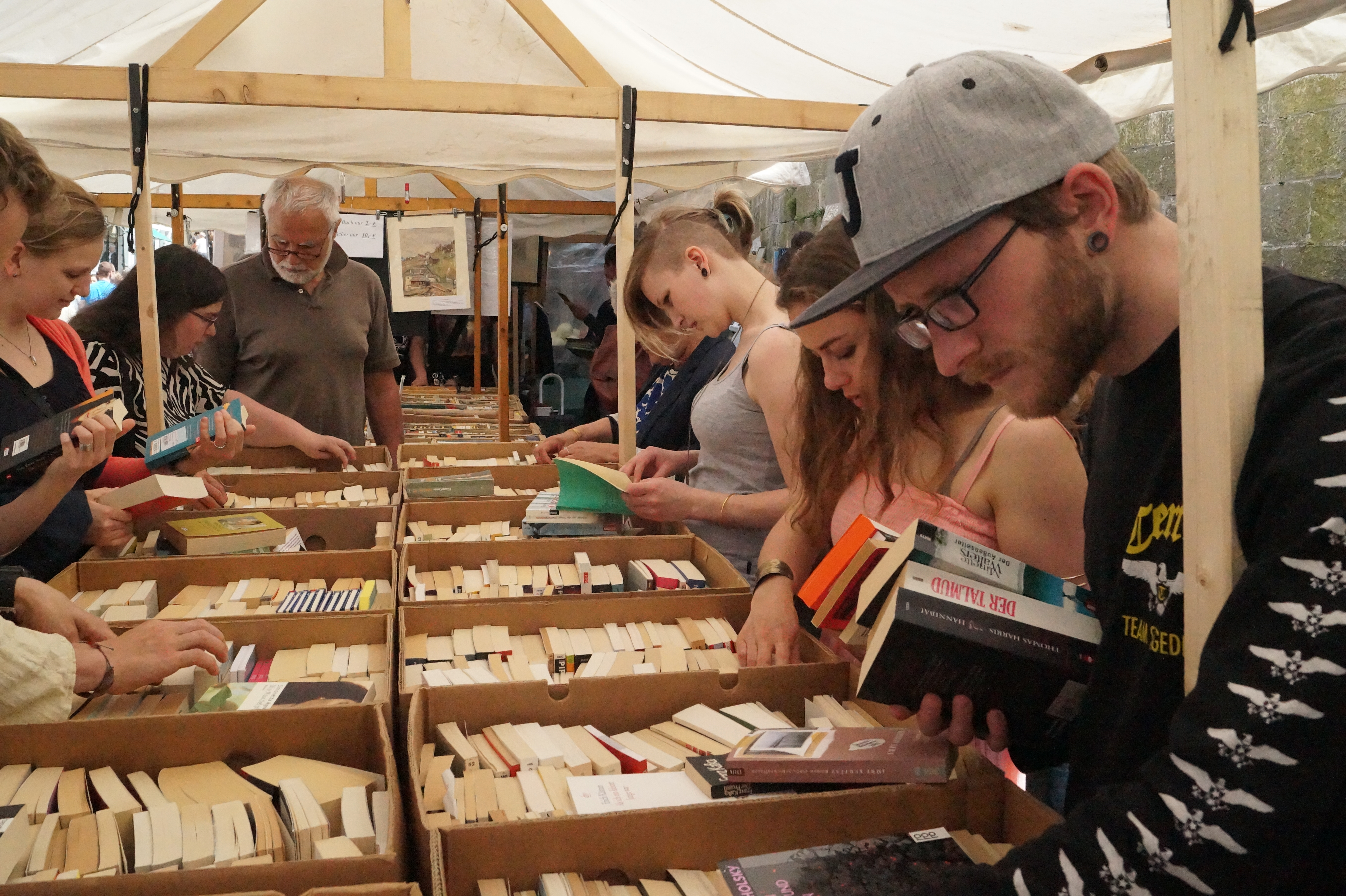
Besucher des großen Antiquariatsmarktes zum Tübinger Bücherfest 2015

Besucher der Lesung von Nino Haratischwili auf den Tübinger Bücherfest 2015

Die Idee eines Bücherfest entstand Anfang 1998, als Tübinger Buchhändler und Verlage mit Vertretern von Kulturinstitutionen ein Programm unter dem Leitspruch 500 Jahre Buchstadt Tübingen entwickelten (das erste gedruckte Buch Tübingens, ein theologisches Werk von Paul Scriptoris, erschien 1498). An den 59 Veranstaltungen des Ersten Tübinger Bücherfestes vom 24.–26. Juli 1998 nahmen als Autoren u. a. Harry Rowohlt, Peter Härtling und Sibylle Berg teil.
Das Datum des Tübinger Bücherfests liegt im Zeitraum von Mai bis Juli und somit zwischen der Leipziger und der Frankfurter Buchmesse. Das Tübinger Bücherfest wird noch heute von dem Tübinger Buchhandel in Zusammenarbeit mit den kulturellen Einrichtungen der Stadt organisiert. Zwar machen klassische Lesungen den Hauptteil der 80–100 Veranstaltungen aus, allerdings wurde der Ansatz, Literatur auf unkonventionelle Weise vorzustellen, bereits seit dem ersten Bücherfest zu einem festen Bestandteil der Gesamtkonzeption. Veranstaltungen wie Poesie auf dem Stocherkahn, Literarische Weinprobe, Literarische Modenschau und Literarische Spaziergänge (durch die Altstadt und über den Stadtfriedhof) sowie der Antiquariatsmarkt sind wiederkehrende Events des Festivals.
Gelesen wird in Sälen, auf  Plätzen und in der Öffentlichkeit sonst nicht zugänglichen Gärten und Gebäuden der Tübinger Altstadt, wie etwa dem Hölderlinturm, dem Wilhelmsstift, dem Garten des Evangelischen Stift Tübingens oder den Sitzungssaal des Amtsgerichts Tübingen, wobei ein merklicher Fokus darauf liegt, die Lesungen möglichst im Freien und an attraktiven Plätzen stattfinden zu lassen. Bei schlechten Witterungsverhältnissen werden die Veranstaltungen in Innenräume verlegt. Mitglieder des Organisationskomitees und ausgewählte Moderatoren begleiten die Veranstaltungen.
Zum Gesamtkonzept des Bücherfestes gehört auch das Gastland, welches literarisch und kulturell möglichst vielfältig eingebunden werden soll.

## Geschichte
Nach dem ersten Bücherfest entschieden die Organisatoren, die Veranstaltung als feste Institution – mit Festivals im Zweijahresrhythmus – zu etablieren. Zwischen 1998 und 2015 fanden 9 Bücherfeste mit knapp 2000 Mitwirkenden statt. Das fünfte Tübinger Bücherfest, das regulär 2006 hätte stattfinden sollen, wurde wegen der Fußball-Weltmeisterschaft 2006 um ein Jahr verschoben.
Seit 2002 hat das Bücherfest jeweils ein Gastland als literarischen Schwerpunkt, der von den jeweiligen Botschaften und Konsulaten sowie von internationalen Stiftungen wie der Robert-Bosch-Stiftung und der Pro Helvetia organisatorisch und finanziell gefördert wird.
| Jahr | Gastland   |
| ---- | ---------- |
| 2002 | Polen      |
| 2004 | Tschechien |
| 2007 | Russland   |
| 2009 | Rumänien   |
| 2011 | Ungarn     |
| 2013 | Türkei     |
| 2015 | Schweiz    |
| 2017 | Frankreich |
| 2019 | England    |

Das 9. Tübinger Bücherfest 2015 stand unter den Motto „Unter Freunden“. Gastland war die Schweiz, und in Zusammenarbeit mit dem Schweizer Buchhändler- und Verleger-Verband SBVV wurde eine Ausstellung mit Büchern von Verlagen des Gastlandes realisiert. Zur besseren Inklusion wurden Lesungen in einfacher Sprache angeboten sowie mehrere Lesungen simultan in Gebärdensprache übersetzt. Höhepunkte waren unter anderem die Lesung von Rafik Schami und Nino Haratischwili im Wilhelmsstift.

## Bücherfest 2017

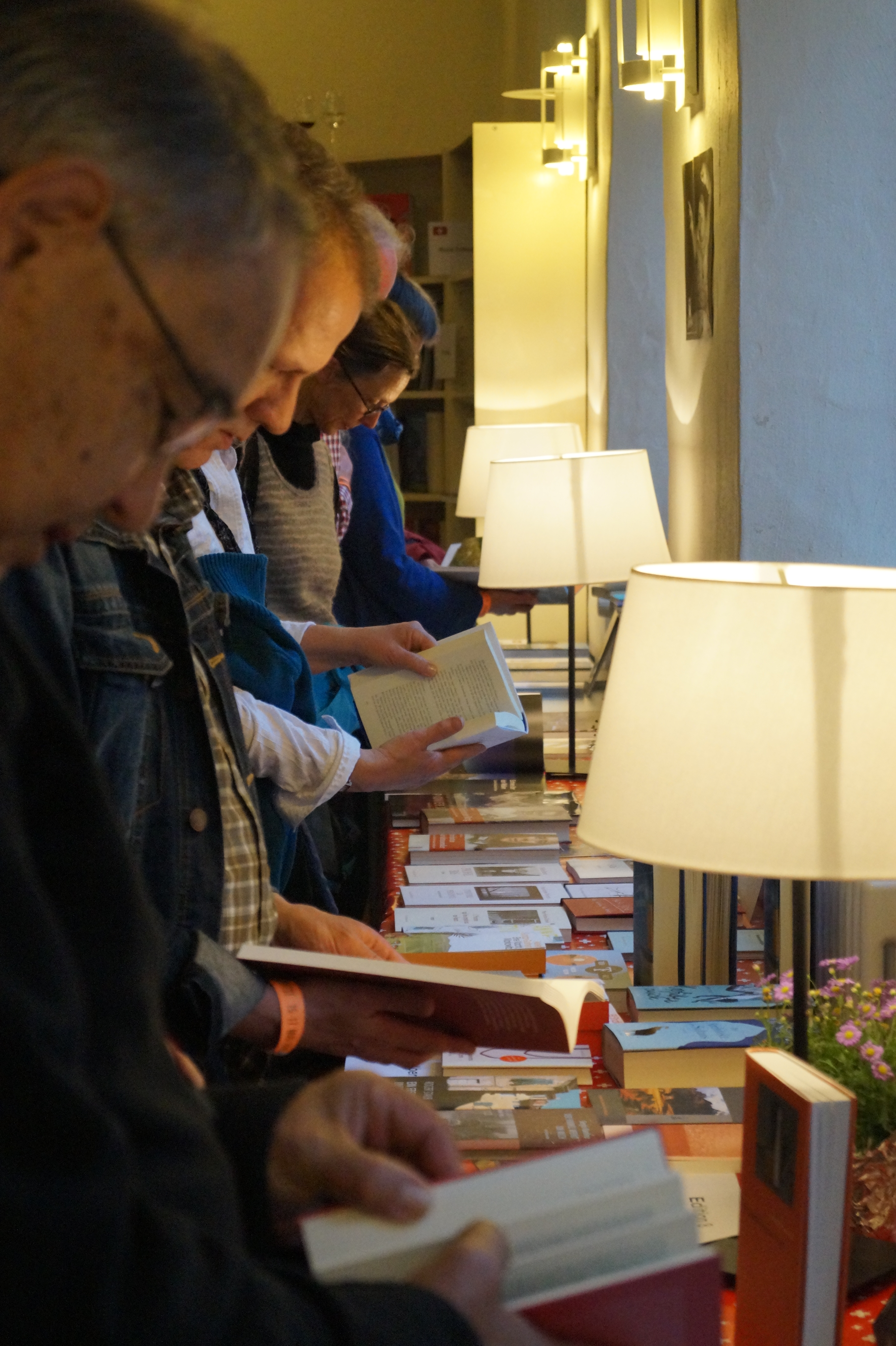
Besucher der Ausstellung Schweizer Verleger (2015)

Vom 26. Mai – 28. Mai 2017 fand das 10. Tübinger Bücherfest statt. Gastland war Frankreich, das Motto des  Festes lautete: Joie de livre – die Freude am Buch.
Nach Angaben der Veranstalter fanden 90 Veranstaltungen statt, auch im neu renovierten historischen Sitzungssaal des Tübinger Rathauses gab es Lesungen.
Folgende Autoren waren beteiligt:
Fatma Aydemir • Kirsten Boie • David Foenkinos • Michael Köhlmeier • Dirk Kurbjuweit • Eva Menasse • Claudia Ott • Jutta Richter • Raoul Schrott • Martin Suter • Yoko Tawada • Benedict Wells • Fee Katrin Kanzler • Feridun Zaimoglu • Karl-Josef Kuschel • Sylvie Schenk • Martin von Arndt • Isabelle Autissier

## Zitate und Pressestimmen
„Das Programm ist riesig: Die zahlreichen Veranstaltungen des Tübinger Bücherfest lockten Tausende Literatur-Fans in die Stadt. Bei Lesungen konnten sie Autoren ganz nahe sein, dazu gab es Theater und ein großes Freiluft-Antiquariat.“

„Das Faszinierende am Tübinger Bücherfest ist die Vielzahl unterschiedlichster Veranstaltungen, die gleichzeitig stattfinden, nur wenige Gehminuten voneinander entfernt.“

„Tübinger Bücherfest. Eine ganze Stadt verwandelt sich in ein Verschwörernest für Lesesüchtige. Überall lockt das Angebot, auf den Schwingen des Worts in die verführerischsten, fantastischsten, bizarrsten Welten hinüberzugleiten. Im Schatten der Stiftskirche, unter Baumkronen am Neckarufer, auf einem Stocherkahn oder im Landgericht. Literatur als Atmosphäre, Versuchung, Experimentierfeld.“

„Ein Woodstock der Literatur.“

„Es ist nicht das größte, aber das schönste Bücherfest Deutschlands.“

## Beteiligte Autoren (Auswahl)
| - Wolf Biermann - Gerhard Bronner - Mircea Cartarescu - Franz Josef Czernin - Hilde Domin - György Dragomán - Arno Geiger - Wilhelm Genazino | - Axel Hacke - Nino Haratischwili - Ágnes Heller - Thomas Hürlimann - Nora Iuga - Walter Jens - Wladimir Kaminer - Fee Katrin Kanzler | - Walter Kappacher - Michael Köhlmeier - Sergej Lukianenko - Harald Martenstein - Nils Mohl - Herta Müller - Ingrid Noll - Patrick Salmen | - Lenka Reinerová - Harry Rowohlt - Hans Joachim Schädlich - Rafik Schami - Raoul Schrott - Cora Stephan - Benjamin von Stuckrad-Barre | - Yōko Tawada - Uwe Timm - Jürgen Wertheimer - Roger Willemsen - Feridun Zaimoglu - Juli Zeh - Serhij Zhadan |